# Леви, Поль
Поль Пьер Леви́ (фр. Paul Pierre Lévy; 15 сентября 1886, Париж — 15 декабря 1971, там же) — французский математик; член Парижской АН (1964); с 1920 профессор Политехнической школы в Париже; основоположник (1934) общих предельных теорем (каноническое представление Леви — Хинчина) и теории случайных процессов в теории вероятностей; основные труды по теории вероятностей, функциональному анализу, теории функции  и механике.

## Биография
Поль Пьер Леви родился 15 сентября 1886 года в Париже, в еврейской семье с математическими интересами. Его дед, Самуэль Сильван Вольф (1827—1913), был математиком; отец — геометр Люсьен Леви (Lucien Lévy, 1853—1912), преподаватель в Политехнической школе Парижа. Леви также поступил в Политехническую школу, а год спустя, в 1905 году, опубликовал свою первую работу в возрасте 19 лет. Его учителем и наставником был Жак Адамар, на дочери которого Леви женился. После окончания учёбы Леви год служил в армии и затем учился три года в Парижской горной школе, где получил звание профессора в 1913 году.
Поль Леви широко известен в связи с его работами по теории стохастических процессов, названных его именем — вероятностные процессы Леви. Один из его учеников — выдающийся математик Бенуа Мандельброт. Поль Леви был избран академиком Французской академии наук (1964) и почётным членом Лондонского математического общества, в 1964 году он был произведён в командоры ордена Почётного легиона.
Его дочь Мари-Элен Шварц и зять Лоран Шварц (филдсовский лауреат) так же были известными математиками.

## Оценки современников
Джон фон Нейман говорил: 

«Мне думается, я понимаю, как работают все остальные математики, но Леви — это словно пришелец с другой планеты. Создается впечатление, что у него есть какие-то свои, особенные методы докапываться до истины, от которых мне, если честно, становится не по себе»